# فالنتينا موريرا
فالنتينا موريرا ريكيلمي (بالإسبانية: Valentina Maureira)‏ (2000 أو 2001 - 14 مايو 2015) فتاة مراهقة تشيلية اكتسبت الاهتمام الدولي بعد استخدام وسائل التواصل الاجتماعي لطلبها من الرئيسة التشيلية ميشال باشليت للسماح لها بالموت الرحيم وقد نفت باشيليت طلبها.

## السيرة الذاتية
كانت فالنتينا موريرا ابنة فريدي موريرا وكان لديها أخ توفي عن عمر يناهز ستة سنوات بسبب مرض التليف الكيسي. تم تشخيص حالتها بالمرض بعد ذلك بوقت قصير.
في أوائل عام 2015، قالت فالنتينا انها استخدمت موقع اليوتيوب لنشر مقطع فيديو تطلب فيه من الرئيسة باشيليت السماح لها أن ان تمارس الموت الرحيم. نفت باشيليت طلبها بالرفض بسبب القوانين التشيلية، مشيره إلى أن القوانين الكاثوليكية تمنع مثل هذه الأمور في البلد.
وبعد أيام، زار الرئيسة باشيليت الفتاة المريضة في المستشفى. استقبلت موريرا الدعم الشعبي حتى 23 مارس من أجل الرفاه وقد التقت أشخاص تتراوح أعمارهم بين بعد 20 سنة يعانون من مرض مشابه، مما دفعها إلى تغيير رأيها حول القتل الرحيم.
في 14 مايو 2015، توفيت موريرا في المستشفى عن عمر يناهز 14 سنة.